# 劉雲會
劉雲會（1845年—1925年），字际臣，河南长垣县苗寨乡人，清末將領，武進士及第。
劉雲會自幼聪慧好学，因太平軍北伐，未竟學業，於是棄文從武，隨名師學習搏擊及大枪小六合法。同治九年（1870年）中式武舉，同治十三年（1874年）一甲第三名進士，授御前花翎侍衛。
不久，出任山东济南守营参将，署沂州营副将。光绪十八年（1892年），补抚院中军参将。光绪二十三年（1897年），入贡院总查场务，赏二品顶戴。光绪二十七年（1901年），署沂州协镇。光绪二十九年（1903年），回任参将。宣统元年（1909年），任山东临清协镇副将。民国元年（1912年）告归。
劉雲會在山東任職三十余年，恪尽职守。歸里後，躬耕教讀。年逾七旬，仍能騎射。
民国五年（1916年），大总统黎元洪特授将军府际威将军，坚辞不就。民国十三年（1924年）染泻疾卒，享年八十。